# Eleonora Lo Bianco
Eleonora Lo Bianco (ur. 22 grudnia 1979 w Borgomanero) – włoska siatkarka grająca na pozycji rozgrywającej. Od sezonu 2017/2018 występuje w drużynie Pomì Casalmaggiore.
W reprezentacji zadebiutowała 21 czerwca 1998 w Montreux w meczu przeciwko Brazylii.
W 2002 roku zdobyła złoty medal Mistrzostw Świata, rozgrywanych w Niemczech. Dwukrotnie zdobyła mistrzostwo Europy (2007 w Belgii i Luksemburgu oraz 2009 w Polsce, gdzie została wybrana jako najlepsza rozgrywająca). Zdobyła także dwa srebrne medale Mistrzostw Europy (2001 w Bułgarii i 2005 w Chorwacji). Jest rekordzistką pod względem występów w reprezentacji Włoch 4 listopada 2011 w meczu przeciwko Japonii (3:1) na Pucharze Świata 2011 rozegrała swój 500 mecz.
8 listopada 2002 roku została odznaczona Orderem Zasługi Republiki Włoskiej za złoty medal Mistrzostw Świata.

## Osiągnięcia klubowe
Mistrzostwo Włoch:
- 2006, 2011
- 2001, 2003, 2004, 2008, 2009, 2010

Puchar Włoch:
- 2006, 2008, 2016

Liga Mistrzyń:
- 2007, 2009, 2010
- 2006

Klubowe Mistrzostwa Świata:
- 2010

Puchar CEV:
- 2012

Mistrzostwo Turcji:
- 2015
- 2013

Puchar Turcji:
- 2015

## Osiągnięcia reprezentacyjne

### Juniorskie
Mistrzostwa Europy Juniorek:
- 1996

### Seniorskie
Mistrzostwa Europy:
- 2007, 2009
- 2001, 2005
- 1999

Igrzyska Śródziemnomorskie:
- 2001, 2009

Mistrzostwa Świata:
- 2002

Grand Prix:
- 2004, 2005
- 2006, 2007, 2008, 2010

Puchar Świata:
- 2007, 2011

Puchar Wielkich Mistrzyń:
- 2009

## Nagrody indywidualne
- 2005 - Najlepsza rozgrywająca Mistrzostw Europy
- 2006 - Najlepsza rozgrywająca Grand Prix
- 2007 - Najlepsza rozgrywająca turnieju finałowego Ligi Mistrzyń
- 2009 - Najlepsza rozgrywająca Mistrzostw Europy
- 2010 - Najlepsza rozgrywająca turnieju finałowego Ligi Mistrzyń
- 2010 - Najlepsza rozgrywająca Pucharu Włoch

## Odznaczenia
- : odznaczona Orderem Zasługi Republiki Włoskiej - Kawaler (Rzym, 8 listopada 2002 r.)